# CZ-805 BREN
El CZ 805 BREN es un fusil de asalto checo creado en 2006 por Česká Zbrojovka Uherský Brod para sustituir a la vz. 58 en las Fuerzas Armadas de la República Checa. El fusil también está compitiendo para reemplazar el vz. 58 en las Fuerzas Armadas de la República Eslovaca.

## Características

Soldados checos operando el CZ 805 en ejercicios militares en Alemania.

El fusil de asalto CZ 805 fue introducido y presentado por primera vez al público en 2009, como un posible reemplazo futuro del fusil de asalto SA Vz. 58 todavía en uso por las fuerzas armadas checas, y aparece por primera vez durante la Exposición IDEB 2010 en Bratislava, Eslovaquia. A principios de 2010, el CZ 805 fue seleccionado como el próximo estándar de fusil militar para las fuerzas armadas checas, con contrato de producción expedido a la famosa fábrica de armas Checa Česká Zbrojovka en la ciudad de Uhersky Brod. 
En virtud del contrato firmado en marzo de 2010 con el Ministerio de Defensa de la República Checa los primeros suministros de estas armas a las tropas Checa se realizó en noviembre de 2010. Es muy posible que los fusiles CZ 805 también se ofrezcan para la exportación, en versiones ya sea para el ejército (con selector de fuego automático) o civiles (semi-automáticos solamente). 
El CZ 805, apodado "CZ 805 BREN A1", es un arma modular de aspecto moderno. Su diseño es algo similar al rifle de asalto belga FN SCAR (contra la que CZ 805 compitió y ganó en los ensayos del ejército checo), pero la similitud no es exacta y existen importantes diferencias de diseño entre estos dos sistemas de armas. 
El CZ 805 BREN posee un cerrojo probado con el sistema de acerrojamiento, con bloqueo rotativo y su mecanismo automático es propulsado por la toma de gases de pólvora del cañón con la opción de una regulación de dos niveles del mecanismo de pistón.
La carcasa de cargador es intercambiable y sirve tanto para el uso de cargadores originales transparentes de CZ, como de los cargadores estandarizados para las armas M4/M16. El arma facilita el modo de tiro a tiro, una ráfaga de dos tiros y disparos automáticos. El armazón del arma viene provisto de rieles de montaje según MIL -STD -1913. Los elementos de manejo reversibles junto con la palanca tensora del cerrojo de fácil ajuste facilita el uso del arma para las personas zurdas. El cañón cromado garantiza la alta precisión y resistencia.
CZ 805 BREN obtuvo la victoria en los años 2009/2010 en la licitación para el rearmamento parcial del ejército checo con los nuevos fusiles de asalto del calibre 5,56x45 mm OTAN.

## Variantes
- CZ 805 A1 - Versión automática
- CZ 805 A2 - Versión carabina
- CZ 805 S1 - Versión semiautomática

## Usuarios
- República Checa: Nuevo fusil estándar de las Fuerzas Armadas de la República Checa.
- Egipto:[2]
- México: Guardia Nacional de México Infantería de Marina (México)
- Eslovaquia: Fuerzas Armadas de Eslovaquia[3]